# Grote muggenorchis
De grote muggenorchis (Gymnadenia conopsea) is een orchidee van 45-60 cm hoog. De lippen hebben drie lobben met één langere lip in het centrum van de bloem. De sterke, zoete geur trekt veel insecten aan.

## Voortplanting en verspreiding
De grote muggenorchis is in geheel Noord-Europa en delen van Azië te vinden tot een hoogte van 2500 m. In Nederland is ze zeldzaam en komt ze soms massaal voor in kalkrijke omgevingen, met name in duinvalleien in het Waddengebied en in Zuid-Limburg. De bloeiperiode is van juni tot augustus. In Vlaanderen beperkten de vondsten zich tot voor kort tot het Torfbroek in Berg (Kampenhout). Door effectief beheer in de omringende natuurgebieden slaagt de soort er nu in om haar verspreidingsgebied te vergroten. Deze orchidee wordt praktisch uitsluitend bestoven door vlinders. De meest algemene bestuivers zijn klein avondrood (Deilephila porcellus), kolibrievlinder (Macroglossum stellatarum), gamma-uil (Autographa gamma), koperuil (Diachrysia chrysitis) en huismoeder (Noctua pronuba). In 2008 werden in Zuid-Limburg hommels (Bombus terrestris en B. pascuorum) geobserveerd als bestuivers. De vruchtzetting is hoog, met een gemiddelde van 73% met uitschieters tot 95%.

## Plantengemeenschap
Grote muggenorchis is een kensoort voor het kalkgrasland (Gentiano-Koelerietum).
Het is tevens een indicatorsoort voor het vochtig schraalgrasland (hm), een karteringseenheid in de Biologische Waarderingskaart (BWK) van Vlaanderen en het Brussels Hoofdstedelijk Gewest.

## Verwante en gelijkende soorten
Binnen het geslacht van de muggenorchissen heeft de grote muggenorchis in Europa een nauwe verwant, de welriekende muggenorchis (Gymnadenia odoratissima). Die lijkt er sterk op en komt in gelijkaardige biotopen voor. Maar deze laatste is meestal kleiner met een kortere, meer gedrongen bloeiwijze, nog sterker geurend, en het spoor is duidelijk korter en dikker.
Daarbuiten zou de grote muggenorchis kunnen verward worden met het eveneens rooskleurige hondskruid (Anacamptis pyramidalis) of met sommige Orchis-soorten. Ook daarbij is het onderscheid te maken door de dichte, langgerekte bloeiwijze, de aanwezigheid van een spoor en de sterke geur.

## Bescherming
De grote muggenorchis staat op de Nederlandse Rode lijst van planten van 2000 als zeer zeldzaam en zeer sterk afgenomen. In Nederland is de plant vanaf 1 januari 2017 niet meer wettelijk beschermd.